# هاس‌ترخت
هاس‌ترخت (به هلندی: Haastrecht) یک منطقهٔ مسکونی در هلند است که در کریمپنروارد واقع شده‌است. هاس‌ترخت ۴٬۵۰۰ نفر جمعیت دارد.